# География на Украйна
Украйна (на украински: Україна) е независима държава, разположена в Източна Европа. С площ 603 549 km2. тя е втората по площ европейска страна след Русия. Нейните региони имат разнообразни географски характеристики и варират от планински области през равнини до низини, които имат разнообразен климат и хидрография. По-голямата част от страната е разположена в Източноевропейската равнина.
Ландшафтът на Украйна се състои предимно от плодородни степи и плата, пресечени от реки като Днепър, Сиверски Донец, Днестър и Южен Буг, които се вливат на юг в Черно море и по-малкото Азовско море. На югозапад делтата на река Дунав образува границата с Румъния. Единствените планини в страната са Карпатите, разположени на запад, с най-висок връх Говерла с височина 2061 m и Кримските планини, далеч на юг по крайбрежието.
Украйна има редица високопланински региони като Волинско-Подолската височина (на запад) и Близо-Днепърската височина (на десния бряг на Днепър). На изток има югозападни разклонения на Средноруското възвишение, по които минава границата с Русия. Близо до Азовско море се намират Донецкият хребет и Близоазовското възвишение. Стопеният сняг от планините захранва реките и техните водопади.
Значимите природни ресурси в Украйна включват литий, природен газ, каолин, дървесина, и изобилие от обработваема земя. Въпреки това страната е изправена пред редица големи екологични проблеми като недостатъчно снабдяване с питейна вода, замърсяване на въздуха и водата, обезлесяване и радиоактивно замърсяване на североизток от аварията през 1986 г. в Чернобил.
Столица е град Киев

## Географско положение, граници
Украйна е разположена в Източна Европа, в югозападната част на голямата Източноевропейска равнина в подзоната на смесените гори, лесостепната и степната зони, а също в пределите на Източните Карпати и Кримските планини. От запад на изток територията на Украйна се простира от Карпатите до Средноруските възвишения на повече от 1300 km, а от север на юг – от река Припят до бреговете на Черно и Азовско море на почти 900 km. На югозапад граничи с Молдова (дължина на границата 765 km) и Румъния (531 = 169 + 362 km), на запад – с Унгария (115 km), Словакия (126 km) и Полша (387 km), на север – с Беларус (826 km), на североизток и изток – с Русия (1385 km), а на юг се мие от водите на Азовско (623 km брегова линия) и Черно море (1442 km). Обща дължина на сухоземните граници 4135 km.
Територията на Украйна, се простира между 44°23′ и 52°23′ с.ш. и между 22°08′ и 40°13′ и.д. Крайните точки на страната са следните:
- крайна северна точка – (52°22′46″ с. ш. 33°11′20″ и. д. / 52.379444° с. ш. 33.188889° и. д.), Черниговска област, на границата с Русия.
- крайна южна точка – (44°23′11″ с. ш. 33°46′37″ и. д. / 44.386389° с. ш. 33.776944° и. д.), нос Николай, на брега на Черно море, при град Форос.
- крайна западна точка – (48°25′09″ с. ш. 22°08′14″ и. д. / 48.419167° с. ш. 22.137222° и. д.), Закарпатска област, на границата със Словакия.
- крайна източна точка – (49°15′32″ с. ш. 40°13′14″ и. д. / 49.258889° с. ш. 40.220556° и. д.), Луганска област, на границата с Русия.

Украйна има изключителна икономическа зона от 147 318 km2 в Черно море.

## Геоложки строеж, полезни изкопаеми

### Геоложки строеж
Територията на Украйна заема югозападната част на Източноевропейската платформа и ограждащите я нагънати структури на Карпатите и Крим. В пределите на платформата се обособяват: Украински кристалинен масив (щит), Волино-Подолската плоча, Лвовската падина, Донецкия авлакоген, Днепровско-Донецката и Причерноморската падини. Най-големия структурен елемент – Украинския кристалинен щит заема централната част на страната и се състои от сложно дислоцирани архайски и протерозойски скали с възраст 3500 – 1200 млн. години. по посока на Карпатите тези скали плавно потъват надолу, преминаващи във Волино-Подолската плоча, изградена от рифейски, вендски и палеозойски породи.
Донецкият авлакоген (или Донецки въглищен басейн) в централната си част е изграден от мощни (до 15 km) въглищни наслаги и пермски соленоносни слоеве, излизащи на повърхността. В северозападните части на басейна се откриват триаски и юрски седименти, а по краищата му – кредни и палеоген-неогенови скали. Те са силно огънати, потъват на северозапад в Днепровско-Донецката падина, запълнена с дебели и дислоцирани соленоносни и въгленосни палеозойски образувания и слабо нарушени слоеве от мезозойски скали. На юг Украинският щит е ограничен от Причерноморската падина, запълнена с плитко залягащи кредни и палеоген-неогенни наслаги.
Планинските съоръжения са разположени в южната част на Украйна – Кримските планини и част от Източните Карпати, които влизат в състава на Алпийската геосинклинална (нагъната) област. Кримските планини представляват голяма антиклинална изпъкналост, изградена от триаско-юрски флишеви породи кредни и терциерни пясъчно-глинести и карбонатни скали. Украинските Карпати включват Предкарпатското краево пропадане, нагънатата област на същинските Карпати (флишева и вътрешно антиклинорна зона) и Закарпатското вътрешно пропадане. В нагъната област се разкриват докамбрийски и палеозойски скали, препокрити с мезозойски наслаги и флишови породи с кредна и палеогенска възраст. Неогеновите образувания са характерни за Предкарпатската и Задкарпатската падини.

### Полезни изкопаеми
На територията на Украйна се намират големи рудни и въглищни басейни: Криворожки железноруден басейн, Керченски желедноруден басейн, Никополски басейн на манганова руда, Донецки въглищен басейн и Лвовско-Волински въглищен басейн, а също многочислени находища на кафяви въглища. Находищата на природен газ и нефт са свързани предимно с палеозойските наслаги в Днепровско-Донецката падина (Сумска, Полтавска, Харковска и Черниговска области) и с палеоген-неогеновите наслаги в Предкарпатската падина (Борислав, Дашава), като най-големите находища са Западно-Крестишченското и Шебелинското (Харковска област). В Донецкия басейн се намира Никотовското находище на живак. В страната има находища на титанови руди (Иршанско, Стремигородско), боксити (Смелянско, Високополско), алунити (Береговско, Беганско), каолин (Глуховецко, Турбовско), находища на каменна сол в пермските наслаги в Донбас (Артьомовск) и в неогеновите седименти на Закарпатската падина (Солотвина), находища на калиеви соли в Предкарпатите (Калуш, Стебник), многочислени находища на нерудни полезни изкопаеми – гранит, габро, лабрадорит (главно в Житомирска област), флюсови варовици (Еленовск), динасови кварцити, мрамор, графит, креда, стъклени и формовъчни пясъци и др.
Украйна е богата на източници на минерални води. Някои от минералните източници имат световна слава (Трускавец – хидрокарбонатно-калциево-магнезиеви води). Широко са известни сероводородните източници във Велики Любен и Немиров (Лвовска област); въглекиселите източници са разпространени в Закарпатието (Поляна, Квасова, Лужана, Плоское); радиоактивните – в Хмелник (Виницка област), в района на мироновка (Киевска област) и др. Езерата и лиманите по крайбрежието на Черно и Азовско морета сабогати на лечебна кал.

## Природа
Голямата територия на Украйна определя разнообразието на природа на страната. Тя е разположена в югозападната част на Източноевропейската равнина (около 95% от територията ѝ) в подзоната на смесените гори, лесостепната и степната зони, а също в пределите на Украинските Карпати и Кримските планини (останалите 5%). От запад на изток Украйна се простира на повече от 1300 km, а от север на юг – от река Припят до бреговете на Черно и Азовско морета почти на 900 km.

### Брегове
Бреговете на Черно море са предимно ниски и разчленени от заливи (Тендровски, Джарългачки, Каркинитски, Каламитски и др.) и лимани (Днестровски, Хаджибейски, Куялницки, Тилигулски, Бугски, Днепровски и др.). Бреговете на Кримския полуостров са стръмни и планински. Северните брегове на Азовско море са плоски и се отличават с наличието на дълги пясъчни коси (Обиточна, Бердянска и др.), на запад се простира дългата Арабатска стрелка, отделяща от морето соления залив Сиваш.

### Релеф
Около 95% от територията на Украйна попада в югозападната част на Източноевропейската равнина и има равнинен и хълмист релеф и само на юг се издигат Кримските планини, а на запад – Украинските Карпати. Източноевропейската равнина в пределите на страната се състои от възвишени и ниски участъци, съвпадащи съответно с издигнатите и понижените участъци на кристалинния фундамент на Източноевропейската геоложка платформа. Най-значителните възвишения са Волинското и Подолското, простиращи се от северозапад на югоизток от горното течение на река Западен Буг и горните леви притоци на Днестър по долината на река Южен Буг (максимална височина връх Камула 471 m). На изток от тях, между реките Южен Буг и Днепър се намира Приднепровското възвишение (височина до 323 m), а покрай левия бряг на Днепър, в югоизточната част на страната, като тясна ивица се простира Приазовското възвишение (Могила Белмак 324 m). На североизток от него е разположено Донецкото възвишение (Могила Мечетная 367 m), на територията на което се срещат терикони, кариери и други антропогенни форми на релефа. На североизток в пределите на Украйна навлизат крайните югозападни разклонения на Средноруското възвишение. За всичките възвишения е характерно дълбокото и гъсто разчленение на повърхността им от речни долини, оврази и суходолия.
Северната част на Украйна се заема от Полеската низина с височина 150 – 200 m. Нейната равна повърхност е образувана от древни флувиоглациални и алувиални наслаги, на места усложнени от моренно-хълмисти, еолови и карстови форми на релефа.
На югоизток Полесието постепенно преминава в Приднепровската низина, простираща се покрай левия бряг на Днепър, в неговото средно течение. В западната част на низината са добре развити заливната и надзаливните тераси на реката, а източната част представлява обширна равнина, дълбоко разчленена от оврази, суходолия и асиметричните долини на левите притоци на Днепър.
Южната част на Украйна е заета от Причерноморската низина, леко наклонена на юг равнина с широки долини и плоски вододели, с голямо количество изолирани понижения и степни блюдца, образували се в резултат на пропадания в льосовите наслаги.
Ниските пространства в северната част на Кримския полуостров се явяват продължение на Причерноморската низина, с изключение на Керченския полуостров, отличаващ се с хълмист релеф и наличие на кални вулкани. Южната част на полуострова е заета от Кримските планини, като най-висока е Южната, или Главна Кримска верига с връх Роман Кош 1545 m. За релефа на Кримските планини са характерни обширните заравнени пространства (яйли) с широко развитие на карстовите форми на релефа.
В западната част на Украйна са разположени най-високите планини в страната – Украинските Карпати, представляващи стеснената (до 60 – 100 km) и понижена част на Източните Карпати. Те се състоят от редица паралелни хребети, простиращи се от северозапад на югоизток на протежение от 270 km с максимална височина връх Говерла 2061 m. Югозападно от Украинските Карпати е разположена алувиалната Закарпатска низина с височина 100 – 120 m.

### Климат
Климатът в Украйна е умерен, предимно континентален, значително по-топъл и мек от останалите части на Източноевропейската равнина. Наред с усилването на континенталността на климата от запад на изток се наблюдава и широчинна зоналност. От север на юг се увеличава разликата между летните и зимните температури, намалява се дебелината и продължителността на снежната покривка, количеството на валежите и относителната влажност. Средната януарска температура се изменя от −7° до −8 °C на североизток до 2 – 4 °C по южния бряг на Крим, а средната юлска от 18 – 19 °C на северозапад до 23 – 24 °C на югоизток. Продължителността на вегетационния период (минимална денонощна температура 5 °C) се колебае от 150 – 160 дни на север до 200 – 210 дни на юг и до 270 дни по южния бряг на Крим. Посоката на ветровете се сменя през сезоните: през зимата в северната половина на страната преобладават западните ветрове пренасящи влажен въздух, а в южната част – североизточните и източните сухи и студени ветрове. През лятото най-честите ветрове са северозападните, но в южната половина много често духат източни и югоизточни ветрове, понякога суховеи. Годишната сума на валежите се изменя от 600 – 700 mm на северозапад до 300 mm на югоизток. В Кримските планини валежите са 1000 – 1200 mm, а в Украинските Карпати до 1200 – 1600 mm. В по-голямата част от територията на страната максимумът на валежите е през пролетните и летните месеци. На юг, в степната зона, овлажняването е недостатъчно и през отделни години се наблюдават продължителни засушавания.

### Вътрешни води

#### Реки
Общата дължина на речната мрежа на Украйна е около 170 хил.km. Най-гъста е речната мрежа в Украинските Карпати, в Донецкото възвишение и в западната част на Полесието. От 22 523 реки с дължина над 4 km 117 имат дължина над 100 km Днепър (981 km), Южен Буг (806 km), Днестър (705 km), Северски Донец (672 km), Десна (591 km), Дунав (174 km) и др. Болшинството от реките в страната принадлежат към водосборните басейни на Черно и Азовско море и само около 4% от територията ѝ има отток към Балтийско море. Най-важната водна артерия в Украйна е Днепър с притоците си: Припят, Десна, Тетерев, Рос, Сула, Псьол, Ворскла и др. Днепър пресича цялата територия на Украйна от север на юг и я дели на 2 части – Дяснобрежна и Лявобрежна и неговият басейн обхваща северните и централни части на страната (около 50% от територията ѝ). Югозападните склонове на Средноруското възвишение и северните на Донецкото възвишение принадлежат към водосборния басейн на река Северски Донец (десен приток на Дон). От южните склонове на Донецкото възвишение се стичат малки реки, вливащи се в Азовско море. Реките в западната и югозападната част на страната принадлежат към водосборните басейни на реките Южен Буг и Днестър, Закарпатската низина се отводнява от река Тиса (ляв приток на Дунав), а на територията на Чернивецка област извира река Прут, също ляв приток на Дунав. В крайния югозапад, по границата с Румъния преминава 174 km от най-долното течение на Дунав.
Реките в южната, степна част през лятото частично пресъхват (с изключение на главните), а долното Лявобрежие на Днепър (на запад от река Молочная) е лишено от постоянни реки. В подхранването на равнинните реки основна роля играе снеготопенето (50 – 80%), а на планинските реки – дъждовното подхранване. Равнинните реки имат ясно изразено пролетно пълноводие, ниско лятно маловодие, незначително есенно пълноводие и много ниско зимно маловодие. Средния годишен отток съставлява от 1 до 4 l/s от 1 km². През зимата болшинството от реките замръзват за период от 2 до 3,5 месеца, като по време на продължителни зимни затопляния понякога са размразяват, след което отново замръзват. Водните запаси на Украйна съставляват около 95 млрд.m³, в т.ч. подземни води 3,2 млрд.m³. По най-големите реки се извършва регулярно корабоплаване, а на някои от тях са изградени големи ВЕЦ-ове. За битово и промишлено водоснабдяване и напояване са построени множество канали: Северски Донец-Донбас, Днепър-Кривой Рог, Днепър-Донбас, Северокримския напоителен канал и др.

#### Езера
В Украйна има над 7 хил. езера с площ над 0,1 km² с обща площ над 2 хил.km². Най-голямо разпространение имат езерата разположени в заливните тераси на Дунав (Ялпуг, Катлабух), Днепър, Десна, Припят. По крайбрежието на Черно и Азовско море да разположени езерата Сасик, Шагани, Алибей и езерата-лимани – Куялницки, Хаджибейски и др. Във Волинското Полесие има множество карстови езера (Свитязко, Пулемецко и др.), а в Украинските Карпати най-голямо е езерото Синевир. В страната има над 23 хил. малки язовири и големи водохранилища, в т.ч. Кременчугско (2250 km²), Каховско (2155 km²), Киевско (922 km²), Днепродзержинско (567 km²) и др.

### Почви
За равнинната част на страната е характерна почвената зоналност. В северните части преобладават различни видове ливадно-подзолисти почви, заемащи около 70% от общата площ на Украинското Полесие. Разпространени са също ливадно-блатни и торфено-блатни почви. В лесостепните части господстват различните видове сиви горски почви, оподзолените и типичните черноземи (със съдържание на хумус до 4 – 6%), покриващи повече от половината от зоната. В степната зона са развити обикновени и южни черноземи, а покрай морското крайбрежие преобладават тъмнокафявите почви (съдържание на хумус до 3,5 – 5%), изискващи напояване, особено в южната част на зоната. В Украинските Карпати почвената покривка се сменя от ливадно-подзолисти почви в Предкарпатието до оподзолени кафяви горски в пояса на буковите гори и планинско-ливадни и планинско-торфени в понижените участъци. В планините на Крим са разпространени предимно кафяви горски и планинско-ливадни почви, а по южния бряг на полуострова – червено-кафяви и канелени почви.

### Растителност
На територията на Украйна се наброяват около 16 хил. вида растения. За равнинната част е характерно зоналното разпределение на растителната покривка. Северната част е разположена в пределите на разпространението на зоната смесените гори, които заемат около 1/3 от нейната площ. Разпространени са дъбово-боровите, габъро-дъбово-боровите и дъбово-габъровите гори, а също и иглолистни гори върху пясъци. В подлеса растат леска, черна и червена боровинка и др. Голяма част от площта на Полесието е заето от ливади и низинни тревисти блата, а на северозапад се срещат и сфагови блата.
В лесостепната зона горите заемат около 11% от нея и са разположени предимно по разчленените вододели. Преобладават широколистните гори от бук, дъб, габър, липа, ясен, клен, а по пясъчните тераси на речните долини се срещат борови гори. Общата площ на горския фонд в Украйна е 8457 хил.ха, в т.ч. гори – 8457 хил.ха, а общите запаси от дървесина се изчисляват на 968,4 млн.m³. Степната растителност заема заравнени части на вододелите и се среща само на отделни участъци, като голяма част от бившите степни пространства сега са обработваеми земи. Коиловите и пелиново-типчаковите степи са се съхранили единствено в защитените територии. По склоновете на Кримските планини преобладават горите от дъб, бук и бор, а по заравнените пространства (т.н. яйли) – планинско-степна растителност. По южния бряг на Крим виреят дъбово-хвойнови гори с примеси от листопадни и вечнозелени растения от средиземноморски тип (пирен, смрадлика и др.). Склоновете на Украинските Карпати до 500 – 600 m височина са покрити с широколистни гори от дъб, габър, клен и липа, а на горе следват гори от бук с примеси от смърч и ела. По най-високите и заравнени участъци на Карпатите виреят храсти, смърчови и борови гори, преминаващи най-нагоре във високопланински пасища.

### Животински свят
В горите на Полесието се срещат: мечка, лос, сърна, дива свиня, вълк, лисица, рис, язовец, белка и др., а от птиците типични са тетерев, пустинарка, глухар, синигер, кълвач, авлига. В лесостепната зана са разпространени: елен, дива свиня, вълк, норка, пор, лалугер, хамстер, таралеж; от птиците – сива яребица, сврака, авлига. За степната зана са характерни: лалугер (3 вида), степна мишка, хамстер, обикновена мишка; различни видове чучулиги, пъдпъдъци и повсеместно зайци. В Карпатите се срещат мечка, дива свиня, рис, дива котка, а в планините на Крим – европейски елен, сърна и др., а в населените места гнезди бял щъркел.

### Природно райониране
Цялата територия на Украйна попада в 5 природни зони:
Подзоната на смесените гори заема 20% от територията на страната и се намира в района на Украинското Полесие. Южната граница на подзоната преминава приблизително по линията Рава Руская, Лвов, Кременец, Шепетовка, Житомир, Киев, Нежин, Батурин, Кролевец, Глухов. На тази територия господстват полеските ландшафти, за които са характерни умерено топъл, влажен климат, широко развитие на пясъчните равнини, покрити с дъбово-борови гори (около 1/3 от територията) в комплекс с ливади и блата. В пределите на Украинското Полесие се обособяват Западно Полесие (Волинско, Житомирско и Киевско) и Източно Полесие (Черниговско и Новгород-Северско).
Лесостепната зона заема около 35% от територията на страната и обхваща средната част на страната. Тя представлява разчленена равнина, заета от черноземни и сиви горски почви, като големи масиви от широколистни гори се редуват с големи обработваеми земи. По особеностите на природните условия лесостепната зона се дели на Волино-Подолска, Приднепровска и Левобрежна.
На юг от линията Ананиев-Добровеличковка-Знаменка-Кременчуг-Красноград-Змиив-Волчанск е разположена степната зона, заемаща 40% от територията на Украйна. На юг тя се простира до бреговете на Черно и Азовско море и предпланините на Крим. Равнинната ѝ повърхност е заета предимно от черноземни почви, разчленена е от речни долини, суходолия и образи. Около 3/4 от територията на зоната е заета от обработваеми земи, повечето от които се напояват. Открояват се 2 части: северните степи, заемащи разклоненията на Подолското, Приднепровското, Приазовското и Донецкото възвишения и южните части на Приднепровската низина и южните степи, заемащи Причерноморската низина.
Зоната на Украинските Карпати се характеризира със своите височинни ландшафти: предпланинска зона на смесените гори и пасища; планинска – с букови, дъбови, габърови, смърчови и борови гори и най-горе – субалпийска зона с храсти и планински пасища.
Кримски планини. По склоновете им са развити горски ландшафти (предимно гори от дъб, бук, и кримски бор), планински пасища (т.н. яйли) и субтропични ландшафти заети от субтропични видове по южния склон на планините.